# جون ويتني هال
جون ويتني هال (بالإنجليزية: John Whitney Hall)‏ هو مؤرخ العصر الحديث ‏ أمريكي، ولد في 13 سبتمبر 1916 في كيوتو في اليابان، وتوفي في 21 أكتوبر 1997 في توسان في الولايات المتحدة.